# Teuhtli
El Teuhtli o Teuctzin (del náhuatl: venerable señor) es un volcán extinto del tipo hawaiano y de formación tipo escudo —  lo que quiere decir que su diámetro es mucho mayor a su altura. Se localiza en el sur de la Ciudad de México, México y alcanza una altura de 2710 m s. n. m., sirviendo como límite geográfico de las alcaldías Milpa Alta, Tláhuac y Xochimilco.
El volcán Teuhtli está ubicado en la parte noreste de la sierra de Ajusco-Chichinauhtzin. Divide la zona de Xochimilco del valle de Milpa Alta, en sus faldas se localizan poblaciones como San Antonio Tecómitl y San Juan Ixtayopan (oriente), San Pedro Atocpan (Sur Occidente), Santiago Tulyehualco (Norte-Oriente), San Gregorio Atlapulco y San Luis Tlaxialtemalco (norte) y Villa Milpa Alta (sur)

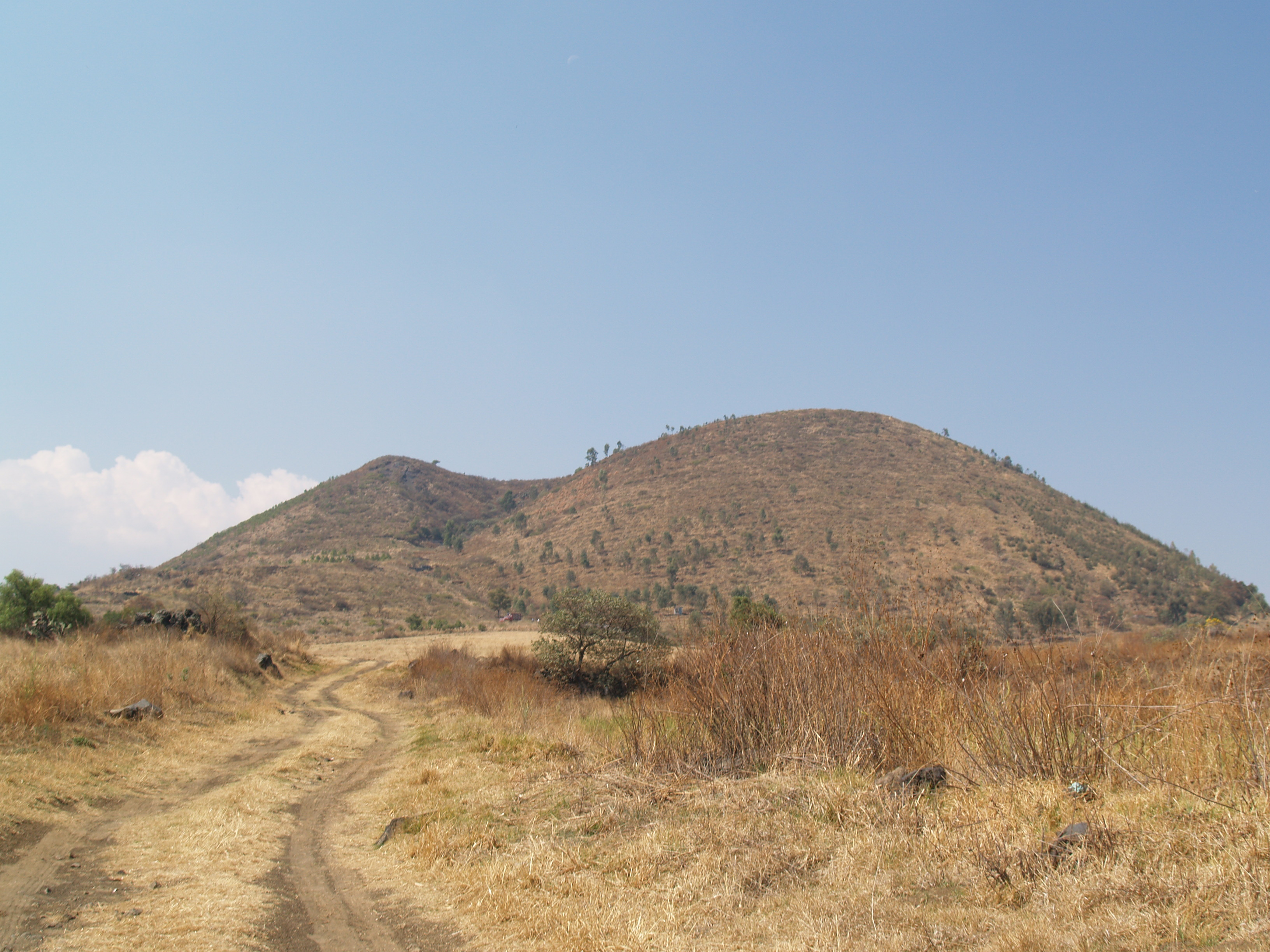
Volcán Teuhtli

## Leyenda
Existen numerosas leyendas novohispanas que mezclan mitos prehispánicos con elementos católicos. El volcán Teuhtli forma parte de algunas de ellas, casi siempre como guerrero que lucha al lado de Popocatépetl o bien contra él, por el amor de Iztaccíhuatl.
Actualmente, los habitantes de Milpa Alta realizan una ascensión ritual al Teuhtli el Día de la Santa Cruz, para venerar una cruz colocada en la cima.